# Jan Van Beers (dichter)

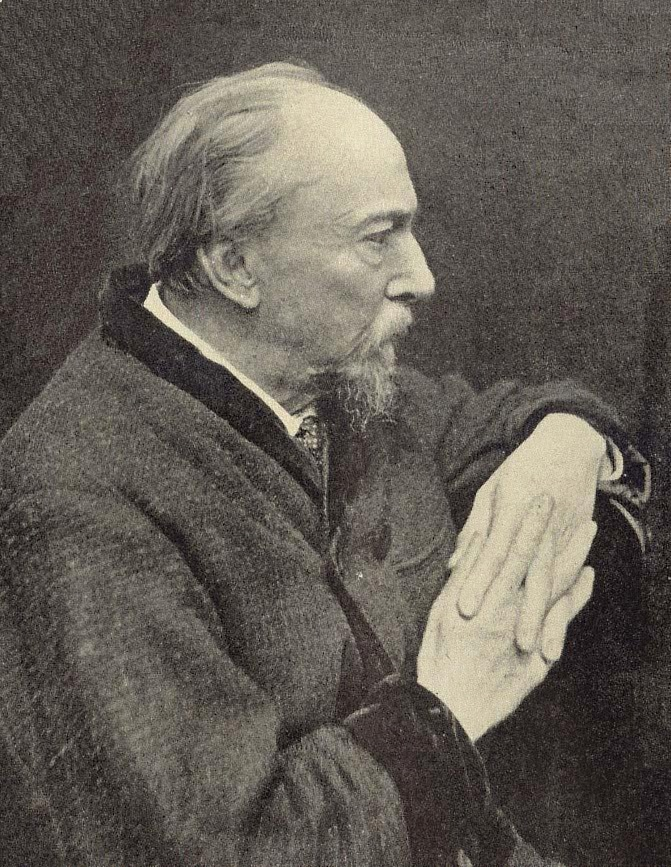
Jan Van Beers, 1887

Jan Van Beers (Antwerpen, 22 februari 1821 - Antwerpen, 14 november 1888) was een Vlaams dichter.

## Biografie
Als Antwerpse burgerjongen werd hij geboren bij de Schelde op het "zand". Zijn vader was Jan Bavo, likeurstoker, en zijn moeder Maria Theresia van Meensel, dochter van de koster van het dorpje Houwaart (Vlaams Brabant). In dit dorpje, waar hij als kind speelde met boerenjongens, deed hij zijn eerste natuurindrukken op. Later zou hij daar naar het ouderlijk huis van zijn moeder, samen met zijn vriend Hendrik Conscience, nog regelmatig op vakantie terugkeren. Die vakanties met Conscience gaf beiden de kans om plaatselijke gebeurtenissen en verhalen  in hun literatuur te verwerken. Weliswaar spraken zij af wie welke onderwerpen als onderwerp kon nemen.
Zijn middelbare studies ving hij aan in 1833 aan het Klein-Seminarie te Mechelen.
De eerste verzen schreef hij in het Frans. Hij raakte diep onder de indruk van Tollens' poëzie en van Conscience's De leeuw van Vlaanderen. Bij het verlaten van het Klein-Seminarie in 1841 was hij, althans in de schoolomgeving, reeds bekend als Vlaams dichter en Vlaamsgezind. In datzelfde jaar werd hij aangesteld aan het Pitzemburgcollege te Mechelen. In 1843 moest hij deze betrekking opgeven door tijdelijke blindheid. In 1844 werd hij hulpboekhouder in de stedelijke bibliotheek te Antwerpen. Enkele jaren later trouwde hij met Hendrika Mertens, de dochter van de hoofdbibliothecaris. In 1849 werd hij leraar Nederlands aan de Rijksnormaalschool te Lier en in 1860 keerde hij voorgoed terug als leraar aan het Koninklijk Atheneum van Antwerpen. In 1852 werd zijn zoon Jan geboren, die zich als Jan Van Beers jr. zou ontwikkelen tot een bekend society-schilder.
Van Beers geeft het dagelijkse leven, de Vlaamse natuur en landleven, in eenvoudige, zuivere verzen weer. Zijn eerste dichtbundel "Jongelingsdromen" verscheen in 1853. Het was poëzie over ongelukkige mensen. In Noord-Nederland, waar hij regelmatig zijn gedichten voordroeg, was Van Beers zeer populair. In 1854 roerde hij de bezoekers van het Taal- en Letterkundig Congres te Utrecht tot tranen door de voordracht van zijn "Blinde".
"Een Nieuwjaarsgedicht voor den arme", in 1855 onder de titel "Blik door een venster" afzonderlijk uitgegeven, verraadt de invloed van Tollens. Hij bewonderde hem dan ook zozeer dat hij, bij zijn dood in 1856, een dichtstuk op zijn graf als lijkkrans kwam leggen met de betuiging: "En 't was bij 't luistren naar uw vollen toon, dat 'k mij tot Neerlands taal, mijn taal, bekeerde".
In 1858 verscheen "Levensbeelden". Hier geeft hij blijk van een grote aandacht voor de realiteit. In 1869 volgde "Gevoel en Leven" en in 1884 verscheen zijn laatste bundel "Rijzende Blaren". Deze werd in 1885 bekroond met de vijfjaarlijkse prijs voor Nederlandse letterkunde in België.
Door zijn zeer persoonlijke, meeslepende redenaarsgave, werd hij in 1875 verkozen tot lid van de Antwerpse gemeenteraad. Hier had hij grote invloed op gebied van onderwijs, literatuur en beeldende kunst. Als leraar voordrachtkunst aan het Vlaams Conservatorium, droeg hij bij aan de ontwikkeling van het Nederlandse toneel in Antwerpen. Ook de toondichter Peter Benoit gebruikte verschillende van Van Beers' gedichten voor zijn composities.
In 1879 was hij voorzitter van het 17e Nederlandsch taal- en letterkundig congres te Mechelen.
Zijn laatste rustplaats vond hij op het Schoonselhof te Antwerpen.
Een van zijn kleinkinderen, via zijn dochter Maria Josepha Ida Joanna, was de socialistische politicus Hendrik De Man.

## Letterkundige werken
- 1846 Graef Jan van Chimay, eene geschiedenis uit de XVe eeuw
- 1849 Frans de Hakkelaar
- 1851 Bij den dood van Hare Majesteit de
- 1853 Jongelingsdroomen
- 1854 De Blinde
- 1855 Blik door een Venster
- 1855 Zijn
- 1856 Lijkkrans voor Tollens
- 1857  de 25e verjaring van 's Konings inhuldiging
- 1858 '
- 1859 De Stoomwagen
- 1859 Martha de Zinnelooze
- 1860 Jacob van Maerlant
- 1869 Gevoel en leven
- 1879 Jan van Beers' gedichten, volksuitgave
- 1883 Een Droom van 't Paradijs
- 1884 Rijzende blaren, Poëzie, met penteekeningen van Jan van Beers zoon
- 1884 an van Beers' gedichten, volksuitgave
- 1885 De oorlog, in de orkestpartituur van Peter Benoit
- 1885 Feestzang bij het openen der Wereld-tentoonstelling

## Opvoedkundige werken
- 1852 Nederlandsche spraakleer
- 1864 Handleiding tot het onderricht der Nederlandsche
- 1864 Grondregels der Nederlandsche spraakleer
- 1864 Oefeningen op de grondregels der Nederlandsche spraakleer
- 1872 Keur van proza- en dichtstukken, Tweede lees- en leerboek voor de studie van den Nederlandsche stijl
- 1880 Keur van proza- en dichtstukken, Eerste lees- en leerboek voor de studie van den Nederlandsche stijl
- 1876 Het Vlaamsch in het onderwijs. Redevoering uitgesproken in den gemeenteraad van Antwerpen
- 1879 Het hoofdgebrek van ons middelbaar onderwijs
- 1880 Keur van proza- en dichtstukken. Eerste lees- en leerboek voor de studie van den Nederlandsche stijl
- 1885 Voorhof der letterkunde. Lees- en leerboek voor lager en middelbaar onderwijs

## Redevoeringen
- 1883 Toespraak bij de onthulling van Hendrik Consciences standbeeld op 13 augustus 1883 te Antwerpen
- 1876 Het Vlaamsch in het onderwijs. Redevoering uitgesproken in den gemeenteraad van Antwerpen
- 1879 Het hoofdgebrek van ons middelbaar onderwijs
- 1880 Keur van proza- en dichtstukken. Eerste lees- en leerboek voor de studie van den Nederlandsche stijl
- 1885 Voorhof der letterkunde. Lees- en leerboek voor lager en middelbaar onderwijs